# 2024-es budapesti közgyűlési választás
A 2024-es budapesti közgyűlési választást 2024. június 9-én tartották, egy időben a többi önkormányzati választással Magyarországon. 2023 decemberében az Országgyűlés visszaállította a pártlistás arányos rendszert, amelyet legutóbb a 2010-es budapesti közgyűlési választás során alkalmaztak. A választás során a budapestiek 32 képviselőt választanak meg. A főpolgármestert nem a közgyűlés, hanem a budapestiek választják meg közvetlenül, ugyanezen a napon.

## Háttér
A 2014-es és 2019-es választásokon a választók közvetlenül választották meg Budapest főpolgármesterét, valamint a 23 kerület polgármestereit, míg a közgyűlés 9 mandátumát arányosan osztották ki azokra a szavazatokra alapozva, amelyeket a vesztes kerületi polgármesterjelöltek kaptak.
2023 októberében az egykori liberális országgyűlési képviselő Fodor Gábor, javasolta a pártlistás arányos rendszer visszaállítását a budapesti közgyűlési választásokon, amely 1994 és 2010 között volt hatályban. Fodor szerint a kerületi polgármesterek dominanciája miatt „a főváros szempontjai kevésbé jelennek meg a döntésekben”. Az ellenzéki politikusok szerint a Fidesz már hónapokkal a választás előtt készítette elő a választási törvény módosítását, Fodor véleménycikke csupán ennek előjátéka volt, hasonlóan ahhoz, ahogy 2014-ben is eljártak, a pillanatnyi politikai érdekeik mentén. A hivatalban lévő főpolgármester, Karácsony Gergely úgy nyilatkozott: „Nem életszerű, hogy Orbán Viktor rendszerének egy csatlósa önszántából állt volna elő ezzel az ötlettel.” Fodor felvetését a következő hetekben a kormánypárti sajtó széles körben támogatta. A független Telex.hu elemzése szerint a módosítás nehezíti az ellenzéki pártok helyzetét, akiknek együtt kell működniük, miközben külön indulnak az egyidejűleg tartott európai parlamenti választáson.
Az ellenzéki Mi Hazánk Mozgalom 2023 novemberében benyújtotta a törvénymódosítási javaslatot a parlamentnek. Álláspontjuk szerint „a jelenlegi rendszer a két legnagyobb politikai pólust (Fideszt és a baloldali ellenzéket) részesíti előnyben, ami nem felel meg a demokratikus sokszínűségnek”. A Mi Hazánk végül tartózkodott a törvénymódosítás megszavazásánál, mert a Fidesz korábban a Törvényalkotási Bizottságban úgy módosította az eredeti javaslatot, hogy a bejutási küszöb a több jelölőszervezetből álló közös lista esetén nem 5-10-15% lenne, hanem egységesen 5%.
|  | „Mi nem így terveztük ezt az előterjesztést, ugyanis – mint a parlamenti választások során –, ha önállóan indul valaki, akkor nyilván 5 százalék a küszöb. De ha már valakivel társul, ha legalább kettő, akkor 10, de ha kettőnél több, akkor 15 százalék legyen a küszöb. Hiszen ha a választói akaratot akarjuk tükrözni, tulajdonképpen ha egy pártnak megvan, vagy úgy érzi, hogy megvan a támogatottsága, akkor mérettesse meg magát, és nyilván, ha az 5 százalékot el tudja érni, akkor nincs vele gond. De ha a baloldalon esetleg vannak olyanok – én már nem is mikrónak, hanem nanopártnak nevezem őket –, akik úgy érzik, hogy meg tudják magukat mérettetni, és a pártlistán kapott szavazat majd tükrözni fogja az ő támogatottságukat, akkor nem kell attól félni, hogy ha ketten vagy hárman, vagy négyen, vagy öten összefognak, akkor a 15 százalékot nem tudják elérni. Hiszen a baloldalon folyamatosan azt halljuk, hogy akkora a támogatottságuk, hogy bármilyen választási rendszer van, ők azt így is, úgy is megnyerik – akkor nem kell ettől félni. Mi nem is értjük, hogy a Fidesz miért tett ilyen gesztust, hogy akár három, négy vagy öt összefogás esetén is 5 százalék maradjon a küszöb – ezt mi nem is tudjuk támogatni.” |
|  | – Szabadi István a 2023. december 7-i Törvényalkotási Bizottság ülésén |

Az országgyűlés 2023 decemberében a kormányzó Fidesz–KDNP kétharmados többségével megszavazta a törvénymódosítást, így tíz év után újra visszaállt a pártlistás rendszer.

## Választási rendszer
A régi-új választási rendszer visszaállította a pártlistás arányos szabályokat. A listás mandátumokat a D'Hondt-módszer szerint osztják el. A 33 tagú Fővárosi Közgyűlés 32 képviselői mandátumát a pártlistákra leadott szavazatok arányában osztják el (a főpolgármester a közgyűlés 33. tagja). Fővárosi listát az a párt vagy szervezet állíthat, amely legalább három kerületben polgármesterjelöltet indít, vagy jelöltet állít a főpolgármesteri tisztségre. Azok a pártok jutnak be a közgyűlésbe, amelyek listája eléri az 5%-os bejutási küszöböt.

## Viták
| Helyszín | Dátum | Résztvevők        | Résztvevők      | Résztvevők | Résztvevők | Résztvevők | Résztvevők | Résztvevők | Résztvevők | Résztvevők | Résztvevők          | Résztvevők     |                |
| Helyszín | Dátum | Párbeszéd–DK–MSZP | Fidesz–KDNP     | Momentum   | MKKP       | TISZA      | VDB–LMP    | MH         | Munkáspárt | NP         | Szolidaritás–LP7–HP |                |                |
| -------- | ----- | ----------------- | --------------- | ---------- | ---------- | ---------- | ---------- | ---------- | ---------- | ---------- | ------------------- | -------------- | -------------- |
| Helyszín | Dátum | ATV               | 2024. június 2. | Igen       |            | Igen       | Igen       |            | Igen       | Igen       | nem hívták meg      | nem hívták meg | nem hívták meg |

## Eredmények
| Jelölő szervezet     | Jelöltek száma | Listavezető            | Szavazat | Arány  | Mandátumok | Mandátumok |
| Jelölő szervezet     | Jelöltek száma | Listavezető            | Szavazat | Arány  | Száma      | Aránya     |
| -------------------- | -------------- | ---------------------- | -------- | ------ | ---------- | ---------- |
| Fidesz–KDNP          | 96             | Szentkirályi Alexandra | 227 285  | 28,69% | 10         | 31,25%     |
| TISZA                | 14             | Magyar Péter           | 216 609  | 27,34% | 10         | 31,25%     |
| DK–MSZP–Párbeszéd    | 69             | Karácsony Gergely      | 131 696  | 16,62% | 6          | 18,75%     |
| VDB, LMP             | 32             | Vitézy Dávid           | 80 402   | 10,15% | 3          | 9,375%     |
| MKKP                 | 15             | Baranyi Krisztina      | 62 541   | 7,89%  | 3          | 9,375%     |
| Momentum             | 31             | Donáth Anna            | 39 471   | 4,98%  | 0          |            |
| Mi Hazánk            | 32             | Grundtner András       | 30 208   | 3,81%  | 0          |            |
| Munkáspárt           | 17             | Thürmer Gyula          | 1 835    | 0,23%  | 0          |            |
| A Nép Pártján        | 3              | Ruttensdorfer Béla     | 1 315    | 0,17%  | 0          |            |
| Szolidaritás, L7, HP | 10             | Székely Sándor         | 930      | 0,12%  | 0          |            |
| Összesen             | Összesen       | Összesen               | 792 292  | 100 %  | 32         | 100%       |